# Bally-Gletscher
Der Bally-Gletscher ist ein 10 km langer Gletscher in der antarktischen Ross Dependency. Er nimmt den zentralen Teil der Carlstrom Foothills in den Churchill Mountains ein und fließt in nördlicher Richtung entlang der Ostflanke des Mount Blick zum Jorda-Gletscher.
Das Advisory Committee on Antarctic Names benannte ihn 2003 nach John Bally vom Zentrum für Astrophysik und Astronomie der University of Colorado Boulder, von 1992 bis 1995 leitender Wissenschaftler des erweiterten Teleskopprojekts des United States Antarctic Program auf der Amundsen-Scott-Südpolstation.